# Utetheisa ornatrix
Utetheisa ornatrix (denominada popularmente, em inglês, Bella Moth, Beautiful Utetheisa, Ornamented Utetheisa ou Ornate Footman) é uma mariposa, ou traça, de voo principalmente noturno, mas muitas vezes encontrada em repouso diurno, da região neotropical e neoártica. Pertence à família Erebidae e subfamília Arctiinae, sendo encontrada no leste e sudeste dos Estados Unidos (encontrada de Connecticut para o oeste e para o sudeste do Nebraska ao sul, para o Novo México, o sudeste do Arizona e a Flórida) até o México e percorrendo a América Central e do Sul até a Argentina, incluindo Galápagos, Antilhas, Guadalupe e Martinica. Foi classificada por Carolus Linnaeus, com a denominação de Phalaena ornatrix, em 1758. Suas lagartas se alimentam de plantas do gênero Crotalaria (família Fabaceae), preferindo devorar sua vagem, assim adquirindo o alcaloide pirrolizidínico para sua defesa contra a predação e dando à mariposa uma defesa de coloração aposemática. Também foram avistadas lagartas em amendoim (Arachis hypogaea), algodão (Gossypium sp.) e em tremoço (Lupinus bracteolaris), podendo exercer o canibalismo sobre suas pupas e ovos.

## Descrição
Esta espécie, em vista superior, apresenta envergadura máxima de 3 a 4.5 centímetros e variação de coloração em suas asas anteriores e posteriores, com manchas em laranja ou rosa e negro sobre fundo branco ou apresentando as asas quase totalmente pálidas. Também apresentam coloração em manchas similares sobre seu dorso e cabeça. Ela é encontrada em uma ampla gama de habitats em altitudes entre o nível médio do mar e cerca de 2.500 metros, onde adultos buscam o néctar de flores para alimentação.

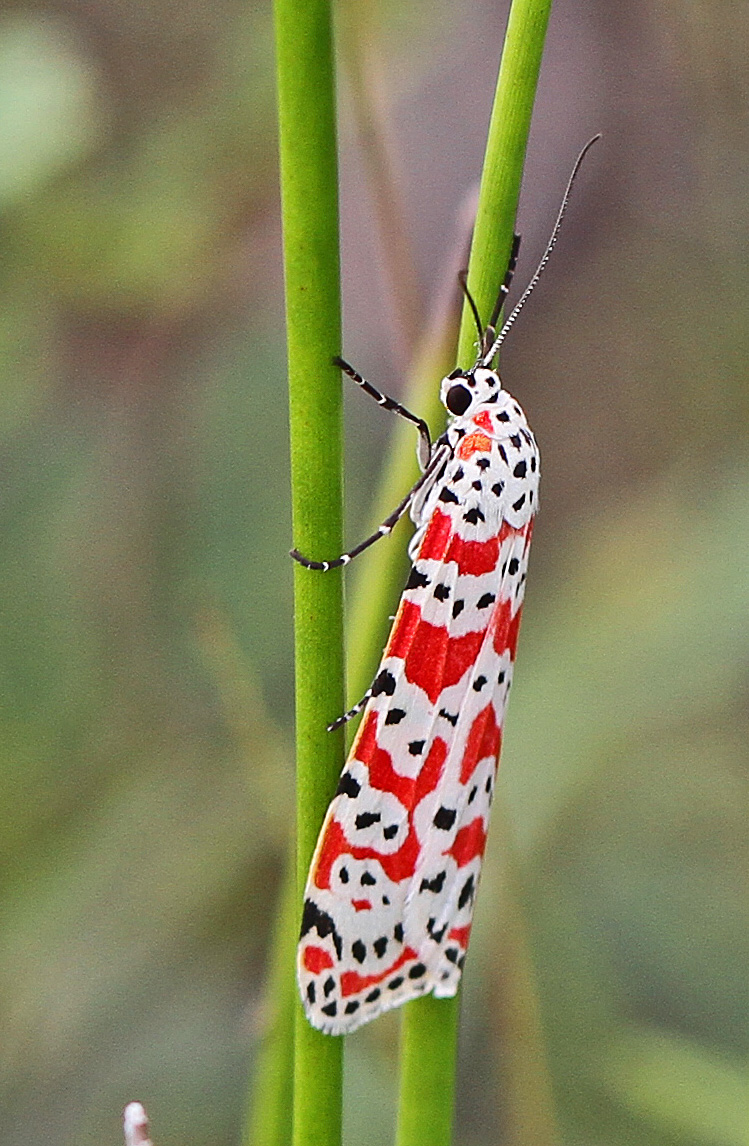
Fotografia de U. ornatrix, variação colorida.

## Hábitos sexuais
Em seu habitat as fêmeas de Utetheisa ornatrix produzem um feromônio que medeia a atração de machos que estão a longa distância.
No entanto, as mariposas macho produzem um feromônio, emitido pelo abdômen. Este feromônio evoca uma postura de aceitação em fêmeas receptivas para a cópula.